# 왕암초등학교
왕암초등학교는 대한민국 충청남도 논산시 가야곡면 원앙로503번길 3 (왕암리)에 있었던 초등학교로, 2002년 가야곡초등학교로 통폐합되었다.
현재는 논산시가 매입해 논산문화예술전문학교로 리모델링 되었다.

## 연혁
- 1956년 3월 24일 구자곡국민학교 왕암분교장 인가
- 1956년 11월 1일 왕암국민학교 개교
- 1992년 3월 1일 삼전분교장 폐교
- 1996년 3월 1일 왕암초등학교로 개칭
- 2002년 3월 1일 가야곡초등학교로 통폐합